# Руський Собор (комітет)
Руський Собор — полонофільський політичний комітет, заснований у Львові в травні 1848 року шляхтичами руського походження «в ім'я удержування згоди і єдності з миром Вітчизни», антипод Головної Руської Ради. Рішуче виступав проти поділу Галичини на Східну та Західну.
Провідними діячами «Руського Собору» були магнати Леон Людвік Сапега, Володимир Дідушицький, Генрик Яблонський — представники давньої руської полонізованої шляхти. Членами комітету могли бути як греко-, так і римо-католики. Спочатку налічував 64 особи, зокрема, 3 греко-католицьких священики, решту — «gentes Rutheni, natione Poloni». Членів комітету можна було поділити на 3 групи:
- спольщені аристократи, дідичі на чолі з гр. В. Дідушицьким
- спольщені інтелігенти, польські підпільники
- руські інтелігенти демократичних поглядів, опозиційні до ГРР, де домінували священики.[1]

У «Руському Соборі» брали участь також Іван Вагилевич, Юліан Горошкевич, деякі інші українські письменники та публіцисти.
Заявляв про свою лояльність до австрійської влади, але критикував деякі її заходи; виступав за скасування панщини, але проти розширення прав селян.
6 жовтня 1848 року уклали резолюцію про об'єднання з Польською Радою народовою. Припинив існування в листопаді 1848 після поразки революції в Австрії й заборони всіх товариств.
Видавав газету «Дневник рускій» за редакцією Івана Вагилевича (з 30 серпня до жовтня 1848).